# Club Universidad Nacional de Colombia

Escudo de la Universidad Nacional de Colombia, dueña del equipo.

El Club Universidad Nacional de Colombia fue un club de fútbol colombiano, con sede principalmente en la ciudad de Bogotá. Referido a veces como Club Universidad Nacional de Bogotá o tan solo como Universidad Nacional, fue fundado en el año 1948 y jugó en la Categoría Primera A hasta 1952. Esta entidad fue una de las precursoras del profesionalismo del fútbol en Colombia, participando en la temporada inaugural de la División Mayor en 1948.

## Historia
El Universidad Nacional nació a finales de los años cincuenta como un club de fútbol que representaba el nombre de la Universidad Nacional de Colombia, ubicada en Bogotá. Formó parte del grupo histórico de 10 equipos que fundaron la Liga de fútbol profesional colombiano. Su primer torneo, en 1948, lo jugó en la ciudad de Pereira y por eso a veces era conocido como Universidad de Pereira. Desde el año siguiente y hasta 1952 ya jugó como local en Bogotá. No logró buenas actuaciones y se retiró de la Categoría Primera A a finales de 1952. Su primer partido en el Campeonato colombiano de 1948 lo jugó frente el Atlético Municipal en el hipódromo de San Fernando de Itagüí, donde cayó 2-0 y además recibió un autogol de Carlos Rodríguez.

## Indumentaria
- Uniforme titular: Camiseta blanca, pantalón blanco, medias blancas.
- Uniforme alternativo: Camiseta amarilla, pantalón blanco, medias blancas.

## Instalaciones

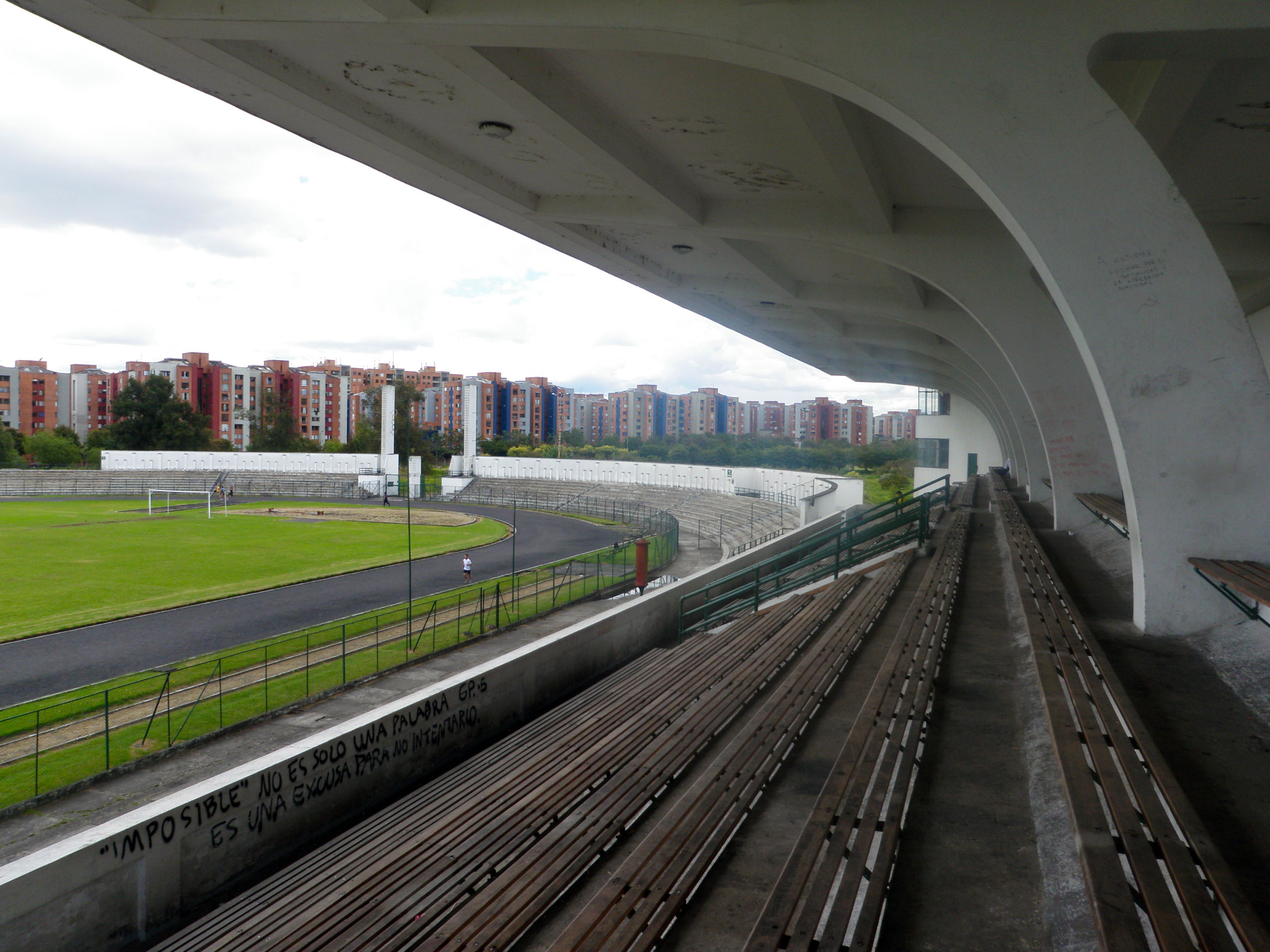
Estadio de la Universidad Nacional.

Durante su etapa de estabilidad en Bogotá, el Universidad Nacional disputó sus encuentros en el Estadio Alfonso López Pumarejo, con capacidad para 12.000 personas en plena Ciudad Universitaria. Este campo también fue usado como sede de algunos partidos de Millonarios y de Santa Fe en la época El Dorado del fútbol colombiano, y por Chicó Fútbol Club, La Equidad y Bogotá Fútbol Club en la Categoría Primera B en la primera década del siglo XXI.

## Jugadores
El delantero argentino Osvaldo Rodolfo Pérez dejó Rosario Central, después de 91 partidos disputados y 24 goles convertidos, cuando el 10 de noviembre de 1948 se produjo una importante huelga en el fútbol argentino. Pérez se alistó primeramente en Universidad Nacional, donde jugó durante 1949; al año siguiente pasó a Boca Juniors de Cali y en 1951 fichó por el Deportivo Cali, club en el que se mantuvo hasta 1953. Mientras tanto Luis Alberto Rubio recaló en el equipo en la segunda mitad del año 1950, destacando en varias ocasiones y quedándose en la plantilla hasta finales de 1952. Luego de su exitosa etapa con Millonarios, Rafael Valek se fue a jugar al Universidad Nacional durante el primer semestre del año 1951.

## Datos del club
- Puesto histórico: 30.º

- Temporadas en 1ª: 5 (1948 - 1952).
- Mejor puesto:
  - En Primera A: 6° (1949).
- Peor puesto:
  - En Primera A: 17° (1951).